# أندرسون خوليو
أندرسون خوليو (31 مايو 1996 في الإكوادور - ) هو لاعب كرة قدم إكوادوري في مركز الوسط.

## وصلات خارجية
- أندرسون خوليو على موقع الدوري الأمريكي (الإنجليزية)
- أندرسون خوليو على موقع قاعدة بيانات كرة القدم.إي يو (الإنجليزية)
- أندرسون خوليو على موقع Soccerway.com (الإنجليزية)
- أندرسون خوليو على موقع عالم كرة القدم.نت (الإنجليزية)